# New Jersey Legislature

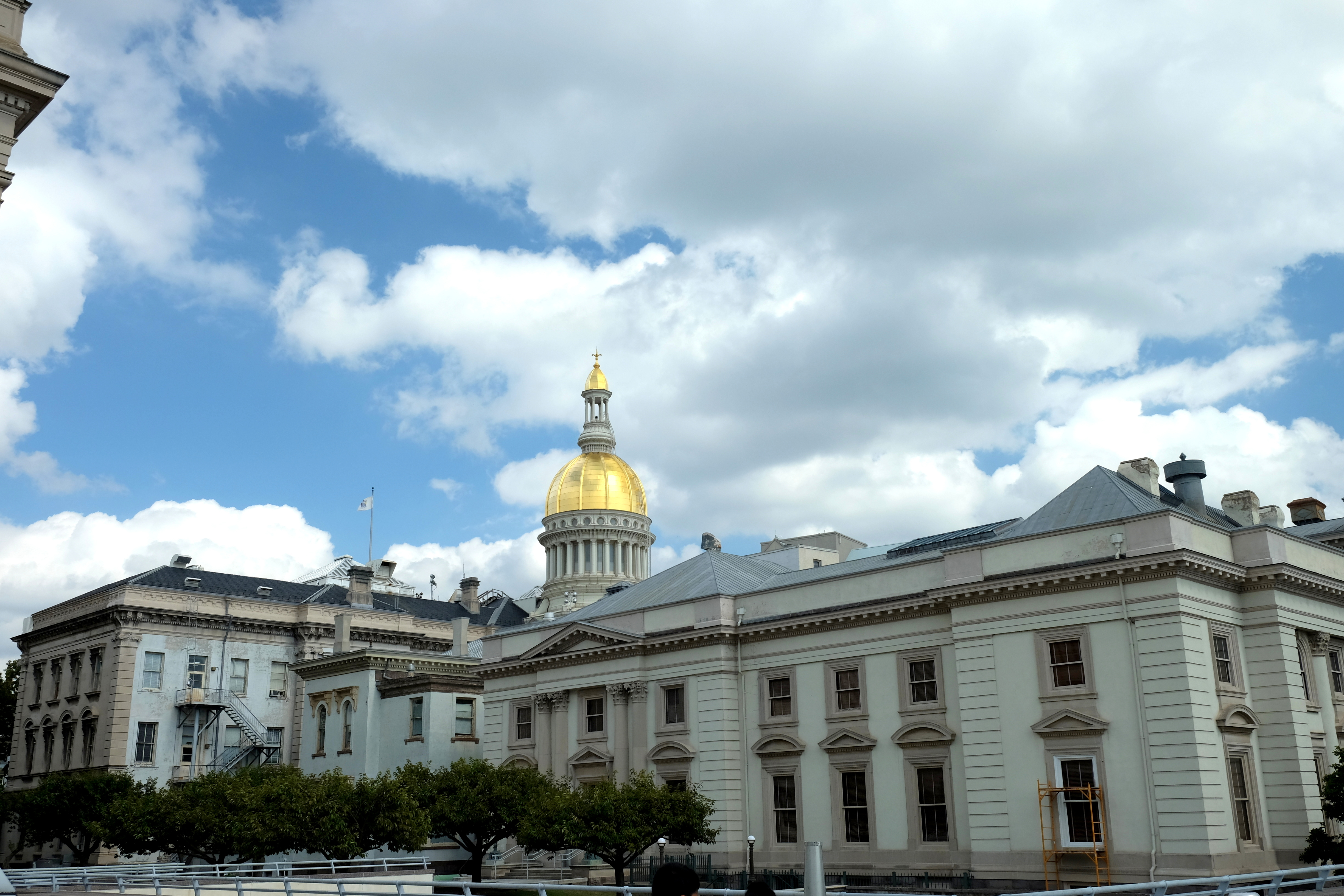
Die Legislature tagt im New Jersey State House

Die New Jersey Legislature ist die State Legislature und damit die Legislative des US-Bundesstaats New Jersey und wurde 1702 als Kolonialparlament der damaligen Province of New Jersey geschaffen. Sie besteht aus der New Jersey General Assembly, die als Unterhaus fungiert, sowie dem Senat von New Jersey als Oberhaus. Die Legislature tagt im New Jersey State House in Trenton, das auch Sitz des Gouverneurs und seines Stellvertreters ist.
Die Assembly besteht aus 80 Mitgliedern, der Senat aus 40. Die General Assembly wird für zwei Jahre gewählt, die Amtszeit der Senatoren beträgt vier Jahre. Der Wahltag fällt nicht mit dem des Bundeskongresses zusammen, die Assembly wird in ungeraden Jahren gewählt, der Senat jeweils ein Jahr nach der Präsidentenwahl.
Wählbar für den Senat sind Einwohner des entsprechenden Wahlbezirks, die seit mindestens vier Jahren in New Jersey leben, wählbar für die Assembly sind Bürger, die mindestens zwei Jahre im entsprechenden Wahlbezirk leben. Das Mindestalter beträgt 30 Jahre für den Senat, 21 Jahre für die Assembly.
Die National Conference of State Legislatures (NCSL) ordnet die Legislature von New Jersey als „hybrid“ zwischen einem Vollzeit- und einem Teilzeitparlament ein. Mit einer Vergütung von 49.000 USD pro Jahr (2020) liegen die Abgeordneten im Mittelfeld der Staatsparlamentarier.